# Lyckohjulet (målning)
Lyckohjulet eller Lyckans hjul (engelska: The Wheel of Fortune) är en oljemålning av den engelske konstnären Edward Burne-Jones. Den målades 1875–1883 och ingår sedan 1980 i Musée d'Orsays samlingar i Paris.
Burne-Jones ingick i de prerafaelitiska brödraskapet som influerades av konsten före Rafael, främst det italienska 1400-talsmåleriet (ungrenässansen) och medeltida legender. Lyckohjul var ett vanligt vanitas-motiv i den medeltida konsten och symboliserade lyckans och det mänskliga ödets eviga obeständighet.  
Den avbildade kvinnan är Fortuna, lyckans och slumpens gudinna i romersk mytologi. Hon vrider långsamt ett hjul på vilket tre mansfigurer är upphängda: högst upp en slav, i mitten en kung med krona och längst ned en poet med lagerkrans. Deras öden är sammanlänkade och vilar i gudinnans händer. Lycka, olycka och ödets nycker kan drabba såväl fattig som rik. 
Lyckohjulet blev ett av Burne-Jones mest berömda verk. Den väckte uppmärksamhet när den ställdes ut på Grosvenor Gallery 1883 då de manliga figurerna framstår som offer för makt i kvinnlig gestalt. Det faktum att slaven står över kungen uppfattades därtill som kontroversiellt och av vissa som ett uttryck för social samhällsomvandling.    
Mansfigurernas muskulösa kroppar är tydligt inspirerade av Michelangelos bilder i Sixtinska kapellet som konstnären studerat under en resa till Rom. Hans romantiska värld med teatraliskt allvarliga personer influerade såväl den brittiska esteticismen som den franska symbolismen.